# Abd al-Malik Benhabyles
Abd al-Malik Benhabyles (arab. عبد المالك بن حبيلس; ur. 27 kwietnia 1921 w Beni Aziz, zm. 28 grudnia 2018 w Algierze) – algierski polityk, prawnik, dyplomata i działacz niepodległościowy, w latach 1989–1995 przewodniczący Rady Konstytucyjnej, od 11 do 14 stycznia 1992 z urzędu pełniący obowiązki prezydenta Algierii.

## Życiorys
Ukończył studia prawnicze, z zawodu był adwokatem. Od lat 40. był wiceprzewodniczącym Stowarzyszenia Studentów Północnoafrykańskich; walczył o niepodległość Algierii w ramach Mouvement pour le triomphe des libertés démocratiques (MTLD). W 1960 w rządzie przejściowym odpowiadał za resort dyplomacji, a od 1963 do 1964 sprawował w nim funkcję sekretarza. Pełnił funkcję ambasadora w Japonii i Tunezji, następnie od 1971 był sekretarzem generalnym w ministerstwie sprawiedliwości, a od 1977 do 1979 ministrem sprawiedliwości. Pełnił następnie funkcję sekretarza generalnego przy prezydencie Szadli Bendżedidzie, a w 1989 został powołany w skład nowo utworzonej Rady Konstytucyjnej jako jej przewodniczący. 
Po tym, jak wybory parlamentarne wygrał Islamski Front Ocalenia, a prezydent Bendżedid podał się do dymisji, Benhabyles jako przewodniczący Rady Konstytucyjnej przez 3 dni tymczasowo sprawował funkcję głowy państwa. Na czele Rady Konstytucyjnej stał do kwietnia 1995.
Odznaczony m.in. Wielką Wstęgą Orderu Wschodzącego Słońca (2012).